# Jens Bjelke
Jens Bjelke, född den 2 februari 1580 på Austrått, död den 7 november 1659 på Sande, var dansk kansler i Norge mellan 1614 och 1659. Jens Bjelke efterträddes som kansler av sonen Ove Bjelke 1660. Han var far till Ove Bjelke, Henrik Bjelke och Jörgen Bjelke.
Åren 1633-1641 innehade han Bergenshus och 1641-46 Stavanger som förläning. Som norsk rikskansler var han chef för landets rättsväsen och sysslade med förarbeten till en revision av den norska lagboken.